# Куличев, Иван Андреевич
Иван Андреевич Куличев (1920—1979) — генерал-лейтенант, командующий авиацией Сибирского военного округа, Герой Советского Союза. Заслуженный военный лётчик СССР (1970).

## Биография
Родился 29 августа 1920 на станции Верхний Баскунчак, ныне посёлок городского типа Ахтубинского района Астраханской области, в семье рабочего. Русский. Член ВКП(б) с 1944. С детства жил в Уральске Казахстана, где после окончания рабфака работал счетоводом, бухгалтером. В Советской Армии с 1940. Окончил Пермскую военно-авиационную школу пилотов в 1943.
На фронтах Великой Отечественной войны с июля 1943. Командир звена 155-го гвардейского штурмового авиационного полка (9-я гвардейская штурмовая авиационная дивизия, 1-й гвардейский штурмовой авиационный корпус, 5-я воздушная армия, 2-й Украинский фронт) гвардии лейтенант Куличев к концу июня 1944 совершил 176 боевых вылета, уничтожил 8 танков, 38 автомашин, 5 железнодорожных вагонов, подавил огонь 3 зенитных батарей, сбил 2 вражеских самолёта. Звание Героя Советского Союза присвоено 26 октября 1944.
В 1954 окончил Военно-воздушную академию. Занимал ряд командных должностей. После окончания Военно-воздушной академии его назначают начальником Оренбургского высшего военного авиационного Краснознамённого училища лётчиков. В 1961 году ему присвоено звание генерал-майора авиации, заслуженного военного лётчика СССР. Командующий ВВС Сибирского военного округа с 23 сентября 1968 по 18 октября 1972.
Был начальником факультета Военно-воздушной инженерной академии.

## Награждён
- орденом Ленина,
- тремя орденами Красного Знамени,
- орденом Александра Невского,
- двумя орденами Красной Звезды,
- орденами Отечественной войны 1-й степени и 2-й степени,
- орденом «За службу Родине в Вооружённых Силах СССР» 3-й степени,
- медалями,
- иностранными наградами.

Могила Куличева на Кунцевском кладбище Москвы.

28 августа 1979 года генерал-лейтенант авиации Куличев скончался. Похоронен в Москве на Кунцевском кладбище.

## Память
Его имя носит школа № 7 в городе Уральск, в 2010 году одна из улиц Уральска была переименована в его честь, на здании где он жил (Ленинградский проспект, д. 59, Москва) установлена мемориальная доска.